# Elmis lindbergi
Elmis lindbergi is een keversoort uit de familie beekkevers (Elmidae). De wetenschappelijke naam van de soort werd in 1959 gepubliceerd door Janssens.